# Saint-Hilaire-Cottes
Saint-Hilaire-Cottes est une commune française située dans le département du Pas-de-Calais en région Hauts-de-France. Ses habitants sont appelés les Cottihilariens ou Saint-Hilairois. La commune est membre de la communauté d'agglomération de Béthune-Bruay, Artois-Lys Romane.
La commune possède deux églises issues du regroupement de Sainte-Hilaire et de Cottes entre 1790-1794.

## Géographie

### Localisation
Localisée dans le centre-est du département du Pas-de-Calais, Saint-Hilaire-Cottes est un bourg rural situé, à vol d'oiseau, à 16 km au nord-ouest de la commune de Béthune (chef-lieu d'arrondissement).
Le territoire de la commune est limitrophe de ceux de six communes.
Les communes limitrophes sont Norrent-Fontes, Auchy-au-Bois, Bourecq, Lespesses, Lières et Rely.

### Géologie et relief
La superficie de la commune est de 7,24 km2 ; son altitude varie de 24  à   102 mètres.

### Hydrographie
La commune, située dans le bassin Artois-Picardie, est, selon le Service d'administration nationale des données et référentiels sur l'eau (Sandre), drainée par quatre cours d'eau :
- un cours d'eau au toponyme hydrographique inconnu, d'une longueur de 24,99 km qui prend sa source dans la commune de Busnes et termine sa course au niveau de la commune de Guarbecque[4] ;

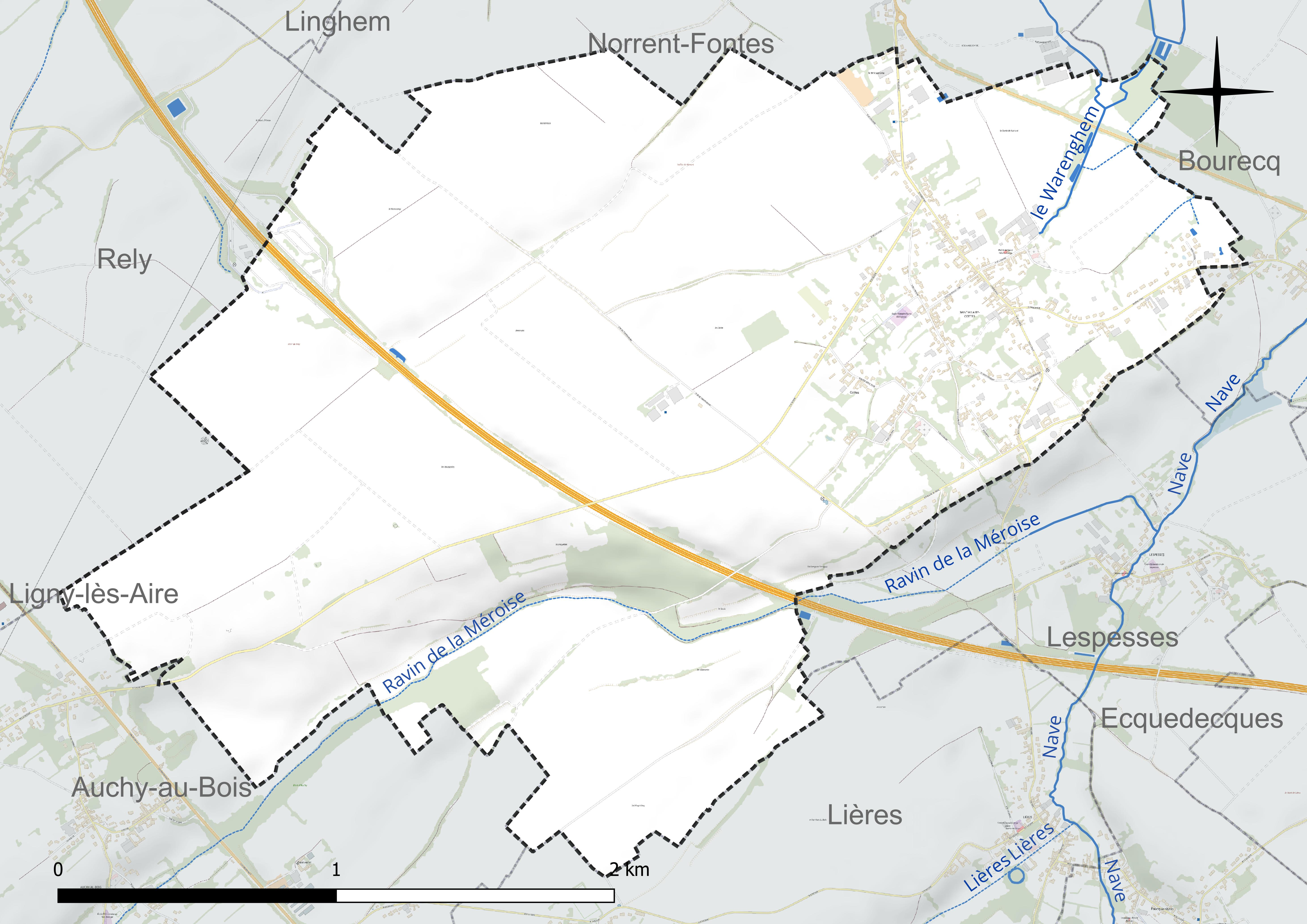
Réseau hydrographique de Saint-Hilaire-Cottes.

- le Ravin de la Méroise, d'une longueur de 9,32 km, qui prend sa source dans la commune de Febvin-Palfart et se jette dans la Nave au niveau de la commune de Lespesses[5] ;
- le ruisseau le Warrenghem, d'une longueur de 2,61 km qui prend sa source dans la commune et se jette dans un cours d'eau au toponyme hydrographique inconnu au niveau de la commune d'Ham-en-Artois[6] ;
- et un cours d'eau au toponyme hydrographique inconnu, d'une longueur de 24,99 km[7].

### Climat
Pour des articles plus généraux, voir Climat des Hauts-de-France et Climat du Nord-Pas-de-Calais.
En 2010, le climat de la commune est de type climat océanique altéré, selon une étude du Centre national de la recherche scientifique (CNRS) s'appuyant sur une série de données couvrant la période 1971-2000. En 2020, Météo-France publie une typologie des climats de la France métropolitaine dans laquelle la commune est exposée à un climat océanique et est dans la région climatique Côtes de la Manche orientale, caractérisée par un faible ensoleillement (1 550 h/an) ; forte humidité de l’air (plus de 20 h/jour avec humidité relative > 80 % en hiver), vents forts fréquents.
Pour la période 1971-2000, la température annuelle moyenne est de 10,5 °C, avec une amplitude thermique annuelle de 13,3 °C. Le cumul annuel moyen de précipitations est de 817 mm, avec 12,6 jours de précipitations en janvier et 8,3 jours en juillet. Pour la période 1991-2020, la température moyenne annuelle observée sur la station météorologique la plus proche, située sur la commune de Lillers à 5 km à vol d'oiseau, est de 11,1 °C et le cumul annuel moyen de précipitations est de 731,5 mm,. Pour l'avenir, les paramètres climatiques de la commune estimés pour 2050 selon différents scénarios d'émission de gaz à effet de serre sont consultables sur un site dédié publié par Météo-France en novembre 2022.
| Mois                                  | jan.           | fév.           | mars           | avril         | mai         | juin          | jui.        | août          | sep.          | oct.          | nov.          | déc.           | année      |
| ------------------------------------- | -------------- | -------------- | -------------- | ------------- | ----------- | ------------- | ----------- | ------------- | ------------- | ------------- | ------------- | -------------- | ---------- |
| Température minimale moyenne (°C)     | 2,2            | 1,8            | 3,1            | 4,8           | 8,1         | 11            | 12,8        | 12,9          | 10,3          | 8,3           | 5,4           | 2,9            | 7          |
| Température moyenne (°C)              | 4,7            | 4,8            | 7,2            | 10,2          | 13,1        | 16,1          | 18,2        | 18,2          | 15,5          | 12,1          | 8,2           | 5,4            | 11,1       |
| Température maximale moyenne (°C)     | 7,2            | 7,8            | 11,3           | 15,7          | 18,2        | 21,3          | 23,6        | 23,4          | 20,7          | 15,9          | 11            | 7,8            | 15,3       |
| Record de froid (°C) date du record   | −14,5 25.01.13 | −16,3 04.02.12 | −10,3 13.03.13 | −5,4 08.04.03 | −1 14.05.10 | 1,9 01.06.11  | 4 03.07.11  | 5,4 31.08.11  | 0,6 30.09.18  | −4,5 28.10.03 | −5,3 30.11.16 | −11,3 18.12.10 | −16,3 2012 |
| Record de chaleur (°C) date du record | 15,9 01.01.22  | 18,8 24.02.21  | 24,8 31.03.21  | 27,3 20.04.18 | 32 27.05.05 | 34,1 29.06.19 | 41 25.07.19 | 37,5 06.08.03 | 34,3 09.09.23 | 29 01.10.11   | 20,7 07.11.15 | 16,5 30.12.22  | 41 2019    |
| Précipitations (mm)                   | 60,2           | 51,3           | 46,5           | 44,1          | 57,5        | 60            | 65,4        | 69,6          | 59,6          | 67,3          | 73,6          | 76,4           | 731,5      |

### Milieux naturels et biodiversité
L’Inventaire national du patrimoine naturel (INPN) recense plusieurs espèces faunistiques et floristiques sur le territoire de la commune dont certaines sont protégées et d’autres menacées et quasi-menacées.

## Urbanisme

### Typologie
Au 1er janvier 2024, Saint-Hilaire-Cottes est catégorisée bourg rural, selon la nouvelle grille communale de densité à sept niveaux définie par l'Insee en 2022.
Elle appartient à l'unité urbaine de Norrent-Fontes, une agglomération intra-départementale regroupant trois  communes, dont elle est ville-centre,,. La commune est en outre hors attraction des villes,.

### Occupation des sols
L'occupation des sols de la commune, telle qu'elle ressort de la base de données européenne d’occupation biophysique des sols Corine Land Cover (CLC), est marquée par l'importance des territoires agricoles (88,8 % en 2018), une proportion identique à celle de 1990 (88,8 %). La répartition détaillée en 2018 est la suivante : 
terres arables (73,4 %), zones urbanisées (11,2 %), zones agricoles hétérogènes (9,8 %), prairies (5,5 %). L'évolution de l’occupation des sols de la commune et de ses infrastructures peut être observée sur les différentes représentations cartographiques du territoire : la carte de Cassini (XVIIIe siècle), la carte d'état-major (1820-1866) et les cartes ou photos aériennes de l'IGN pour la période actuelle (1950 à aujourd'hui).

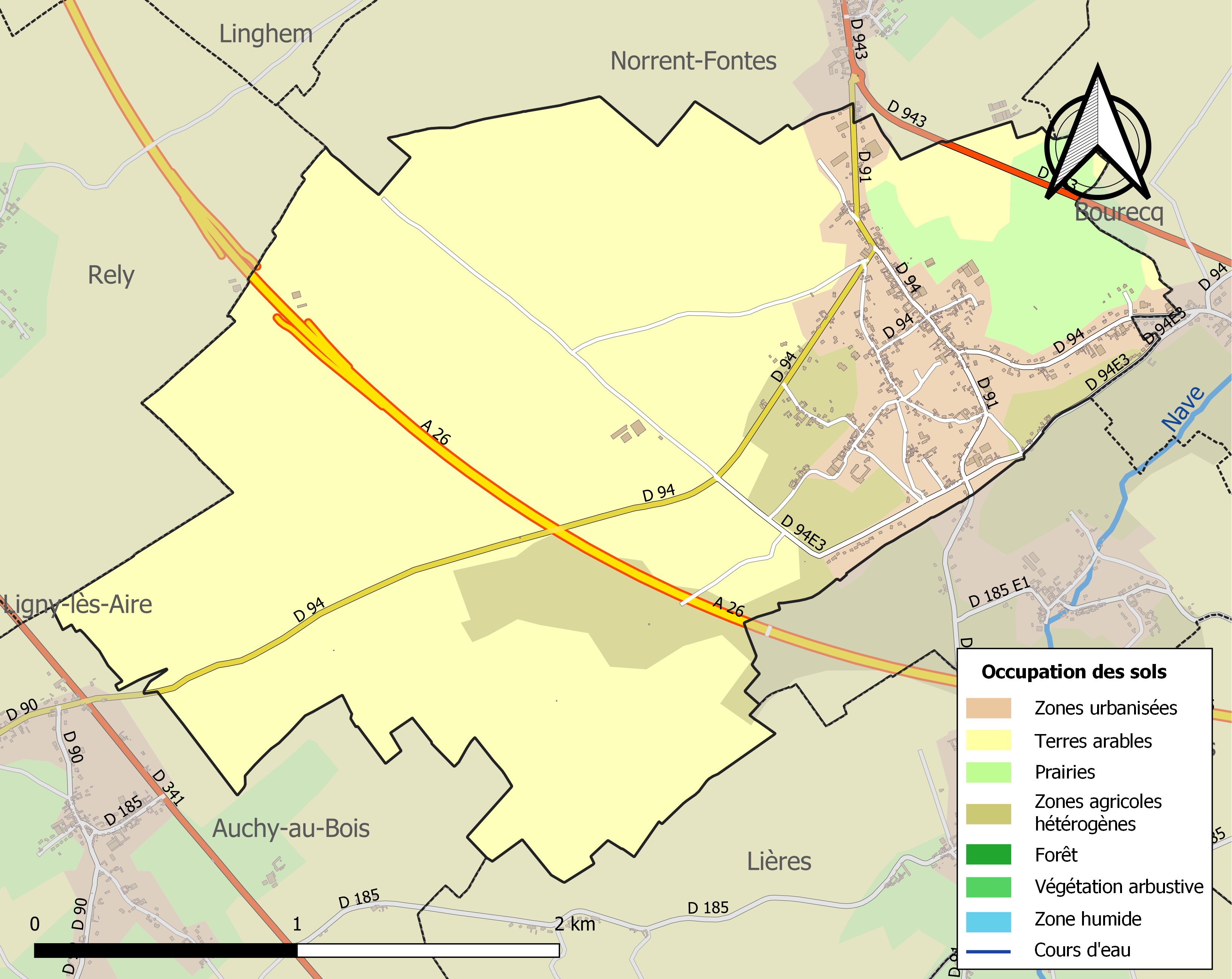
Carte des infrastructures et de l'occupation des sols de la commune en 2018 (CLC).

## Toponymie

### Saint-Hilaire-Cottes
Saint- Hilaire absorbe Cottes entre 1790-1794.
La localité prend le nom de Saint Hilaire en 1793 ; Saint-Hilaire et Saint-Hilaire-Cottes depuis 1801

#### Saint-Hilaire
Le nom de la localité est attesté sous les formes Sanctus Hilarius en 1184 ; Sanctus Hylarius en 1201 ; Mons Sanctus Hilarius en 1210 ; Sanctus Ylarius en 1316 ; Saint-Ylaire en 1400 ; Sanctus Hilarius Ariensis vers 1512 ; Saint Hilaire au XVIIIe siècle.
Saint Hilaire  est un hagiotoponyme.

#### Cottes
Le nom de la localité est attesté sous les formes Cotenez vers 1149 ; Cothenes en 1187 ; Cotenes en 1209 ; Cautenes en 1269 ; Cote au XIIIe siècle ; Cautenez au XIVe siècle ; Cottenes-Saint-Hilaire en 1720 ; Cottes en 1780.

Cottes est une section de Saint-Hilaire.

## Histoire
En 1115, Eustache de Souys, en latin Eustatius de Sauuye, seigneur de Le Souys (sur la commune actuelle de Saint-Hilaire-Cottes), fait partie de l'entourage du seigneur de Lillers.
Cottenes était, avant la Révolution française, le siège d'une seigneurie. La terre de Cottenes a été érigée en marquisat, donnant droit au titre de marquis à son possesseur en février 1700 par lettres données à Versailles. Elle relève en partie de la terre et châtellenie de Lillers. Elle possède la justice vicomtière ou moyenne justice (voir justice seigneuriale), et un ancien château bâti en forme de forteresse, composé d'une grande et grosse tour de pierres blanches surmontée et flanquée d'autres tours moins élevées, et un autre grand château bâti à la moderne avec terres, prés, droits honorifiques, rentes seigneuriales en argent, graines et volailles, et soixante-et-un fiefs et seigneuries qui en relèvent.
Adrien de Melun (Maison de Melun), seigneur de Saint-Hilaire, Hérin, Worcourt, Bresse, reçoit des lettres de chevalerie données à Bruxelles le 11 janvier 1620. Il est le fils unique du sieur de Cottes et petit-neveu du seigneur de Marles, chef des domaines et des finances. Il reçoit ces lettres en récompense de la bonne relation qui a été faite de sa personne et à cause des services rendus par ses prédécesseurs, notamment son grand-père et son aïeul, qui furent gouverneurs et capitaines de la ville de Béthune et honorés du titre de chevaliers.
Adrien Frédéric de Melun bénéficie en 1700 du titre de marquis pour sa seigneurie de Cottenes. D'abord page auprès du roi, il a servi ensuite dans une compagnie de mousquetaires pendant plusieurs années. Il possède plusieurs terres et près de 20 000 livres de rente, a droit d'entrée aux États d'Artois et appartient à l'ancienne maison de Melun, une des plus honorées du pays. L'aïeul et le père du seigneur de Cottens ont quitté le service d'Espagne pour celui de France où ils ont donné des marques de leur valeur.
D'après l'historien français Auguste de Loisne : « Saint-Hilaire, en 1789, faisait partie du bailliage de Lillers et suivait la coutume d'Artois. Son église paroissiale, d'abord diocèse de Thérouanne, puis de Saint-Omer, doyenné d'Aire, était consacrée à saint Hilaire  ; l'abbé de Ham-lez-Lillers présentait à la cure. »

## Politique et administration

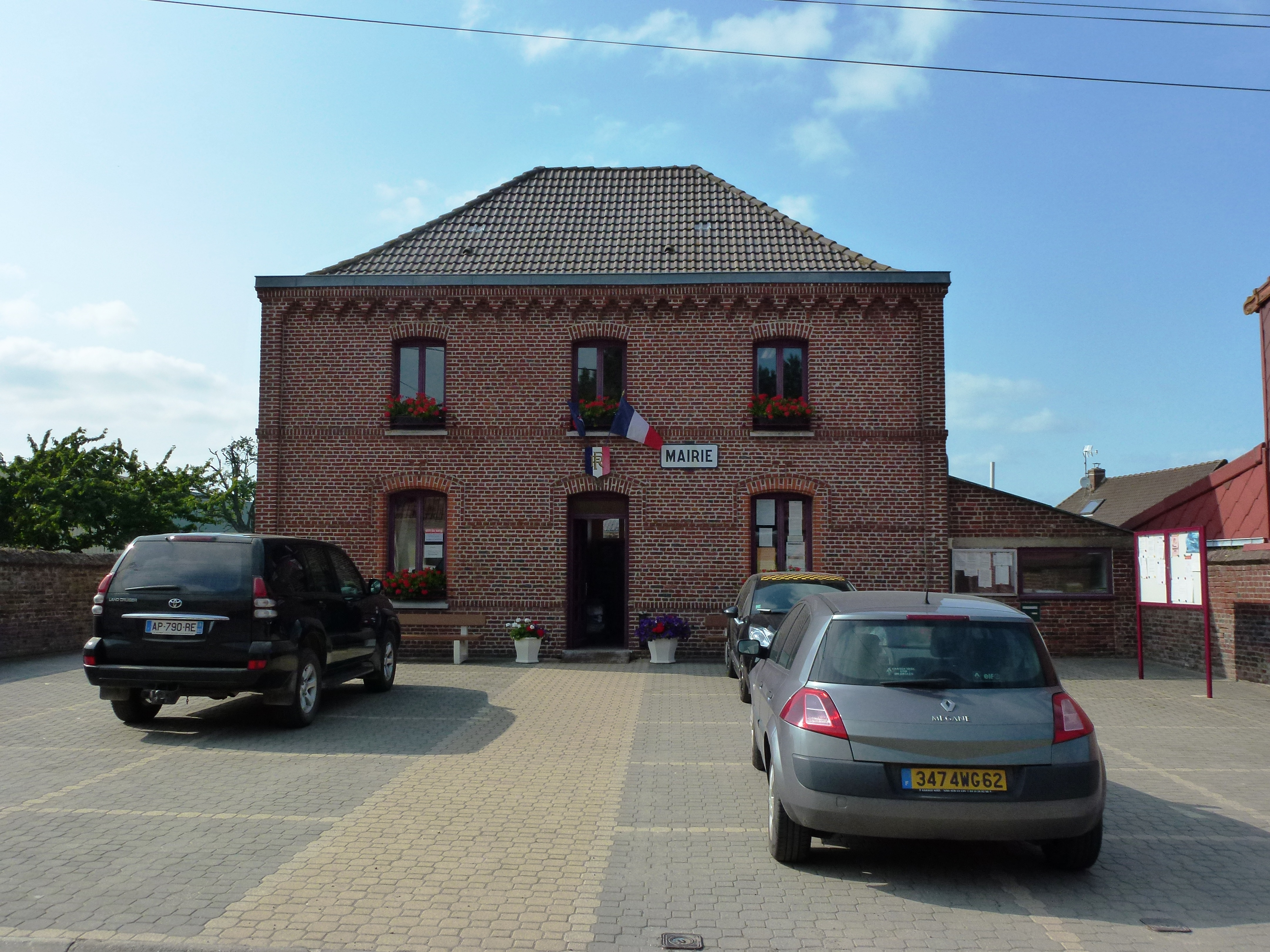
La mairie.

### Découpage territorial
La commune se trouve dans l'arrondissement de Béthune du département du Pas-de-Calais.

#### Commune et intercommunalités
La commune est membre de la communauté d'agglomération de Béthune-Bruay, Artois-Lys Romane qui regroupe 100 communes et totalise 275 327 habitants en 2021.

#### Circonscriptions administratives
La commune est rattachée au canton d'Aire-sur-la-Lys.

#### Circonscriptions électorales
Pour l'élection des députés, la commune fait partie de la huitième circonscription du Pas-de-Calais.

### Élections municipales et communautaires

#### Liste des maires
| Période                                  | Période                    | Identité        | Étiquette | Qualité                              |
| ---------------------------------------- | -------------------------- | --------------- | --------- | ------------------------------------ |
| Les données manquantes sont à compléter. |                            |                 |           |                                      |
| avant 1988                               | 2008                       | Hervé Roseaux   | PS        |                                      |
| mars 2008                                | 2020                       | Philippe Cauwet |           | Réélu pour le mandat 2014-2020,      |
| 26 mai 2020                              | En cours (au 5 avril 2022) | Freddy Defebvin |           | Professeur, profession scientifique, |

## Population et société

### Démographie
Les habitants sont appelés les Cottihilariens ou Saint-Hilairois.

#### Évolution démographique
L'évolution du nombre d'habitants est connue à travers les recensements de la population effectués dans la commune depuis 1793. Pour les communes de moins de 10 000 habitants, une enquête de recensement portant sur toute la population est réalisée tous les cinq ans, les populations de référence des années intermédiaires étant quant à elles estimées par interpolation ou extrapolation. Pour la commune, le premier recensement exhaustif entrant dans le cadre du nouveau dispositif a été réalisé en 2008.

En 2022, la commune comptait 823 habitants, en évolution de +1,73 % par rapport à 2016 (Pas-de-Calais : −0,72 %, France hors Mayotte : +2,11 %).
| 1793 | 1800 | 1806 | 1821 | 1831 | 1836 | 1841 | 1846 | 1851 |
| ---- | ---- | ---- | ---- | ---- | ---- | ---- | ---- | ---- |
| 506  | 571  | 537  | 549  | 632  | 645  | 626  | 605  | 616  |

| 1856 | 1861 | 1866 | 1872 | 1876 | 1881 | 1886 | 1891 | 1896 |
| ---- | ---- | ---- | ---- | ---- | ---- | ---- | ---- | ---- |
| 612  | 719  | 749  | 778  | 809  | 800  | 839  | 808  | 831  |

| 1901 | 1906 | 1911 | 1921 | 1926 | 1931 | 1936 | 1946 | 1954 |
| ---- | ---- | ---- | ---- | ---- | ---- | ---- | ---- | ---- |
| 817  | 777  | 805  | 782  | 749  | 740  | 776  | 793  | 807  |

| 1962 | 1968 | 1975 | 1982 | 1990 | 1999 | 2006 | 2008 | 2013 |
| ---- | ---- | ---- | ---- | ---- | ---- | ---- | ---- | ---- |
| 769  | 775  | 725  | 752  | 750  | 734  | 798  | 816  | 812  |

| 2018 | 2022 | - | - | - | - | - | - | - |
| ---- | ---- | - | - | - | - | - | - | - |
| 806  | 823  | - | - | - | - | - | - | - |

#### Pyramide des âges
En 2018, le taux de personnes d'un âge inférieur à 30 ans s'élève à 34,8 %, soit en dessous de la moyenne départementale (36,7 %). À l'inverse, le taux de personnes d'âge supérieur à 60 ans est de 27,0 % la même année, alors qu'il est de 24,9 % au niveau départemental.
En 2018, la commune comptait 372 hommes pour 434 femmes, soit un taux de 53,85 % de femmes, largement supérieur au taux départemental (51,50 %).
Les pyramides des âges de la commune et du département s'établissent comme suit.
| Hommes | Classe d’âge | Femmes |
| ------ | ------------ | ------ |
| 0,3    | 90 ou +      | 1,2    |
| 8,1    | 75-89 ans    | 10,8   |
| 17,2   | 60-74 ans    | 16,4   |
| 19,4   | 45-59 ans    | 17,3   |
| 19,4   | 30-44 ans    | 20,3   |
| 16,9   | 15-29 ans    | 10,8   |
| 18,8   | 0-14 ans     | 23,3   |

| Hommes | Classe d’âge | Femmes |
| ------ | ------------ | ------ |
| 0,5    | 90 ou +      | 1,6    |
| 5,6    | 75-89 ans    | 8,9    |
| 16,7   | 60-74 ans    | 18,1   |
| 20,2   | 45-59 ans    | 19,2   |
| 18,9   | 30-44 ans    | 18,1   |
| 18,2   | 15-29 ans    | 16,2   |
| 19,9   | 0-14 ans     | 17,9   |

## Culture locale et patrimoine

### Lieux et monuments
- L'église Saint-Hilaire de Saint-Hilaire du XVIIIe siècle.
- L'église Saint-Omer de Cottes du XVe siècle, ancienne chapelle du château.
- La chapelle Notre-Dame-Immaculée-Conception de 1884 dans le mur d'enceinte du château.
- Le monument aux morts[35].
- Au cimetière, deux tombes de guerre de la Commonwealth War Graves Commission.
- La statue du Sacré-Cœur.
- Le calvaire de Saint-Hilaire et le calvaire de Cottes.

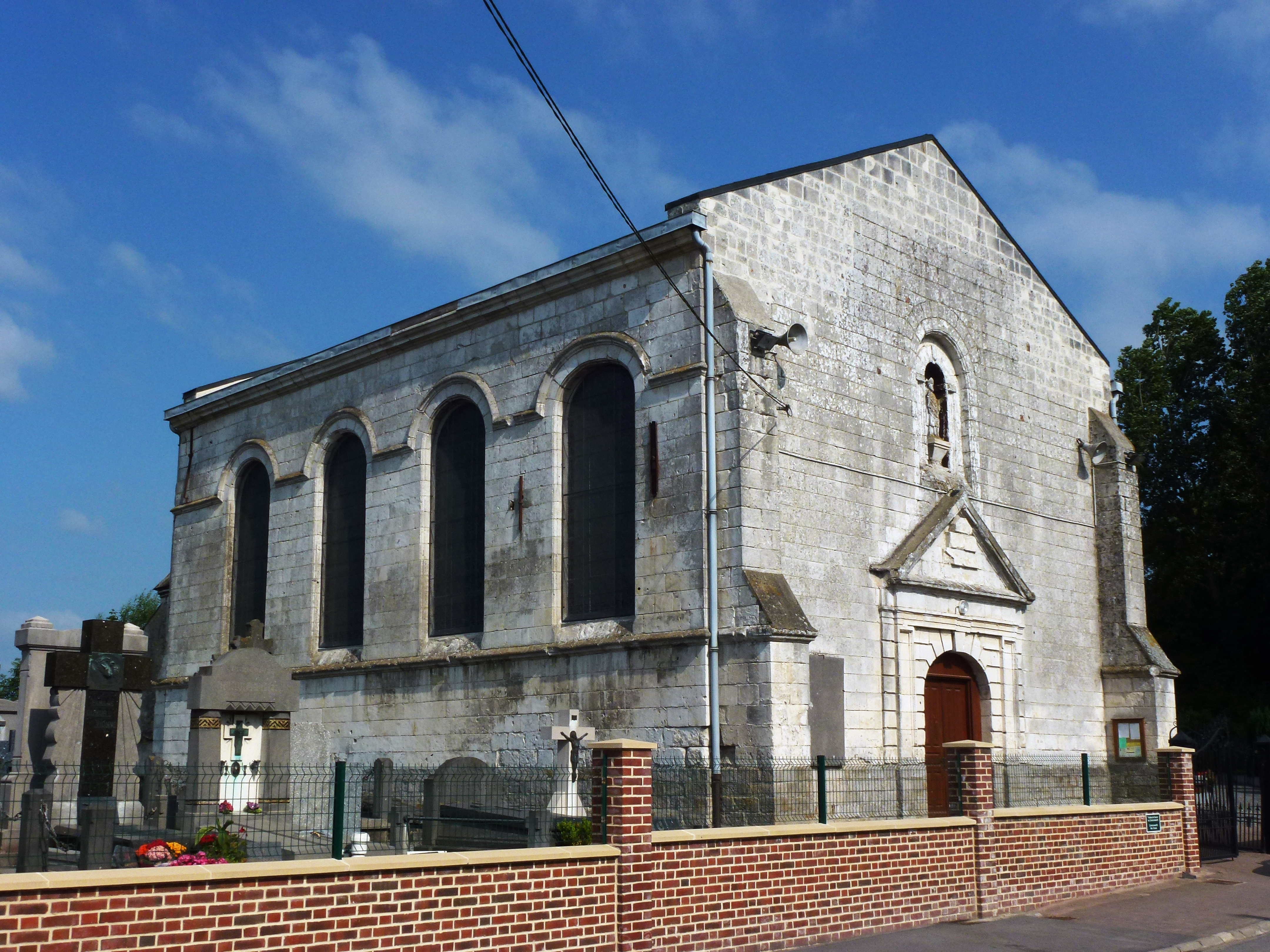
L'église Saint-Hilaire de Saint-Hilaire.
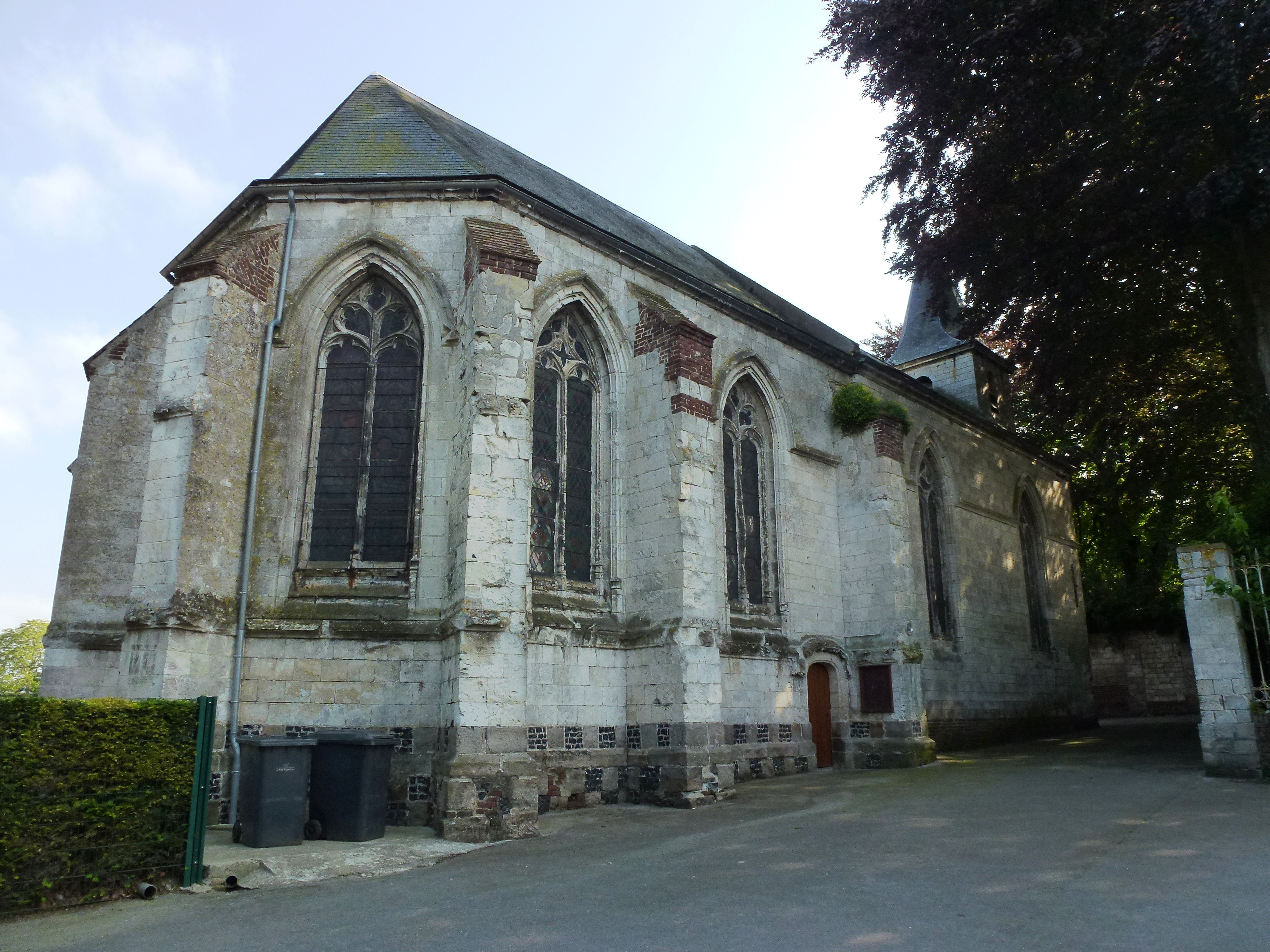
L'église Saint-Omer de Cottes.
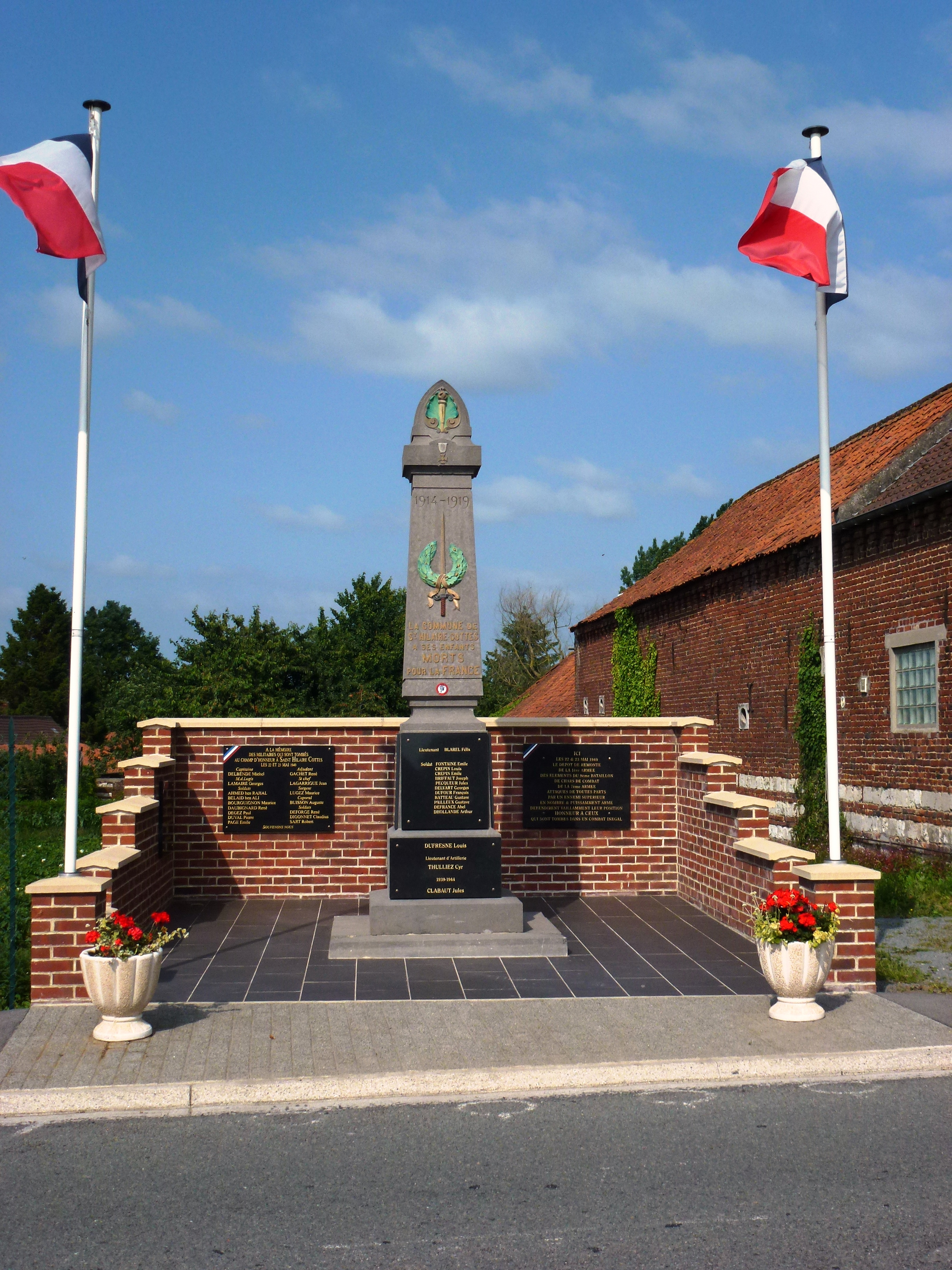
Le monument aux morts.
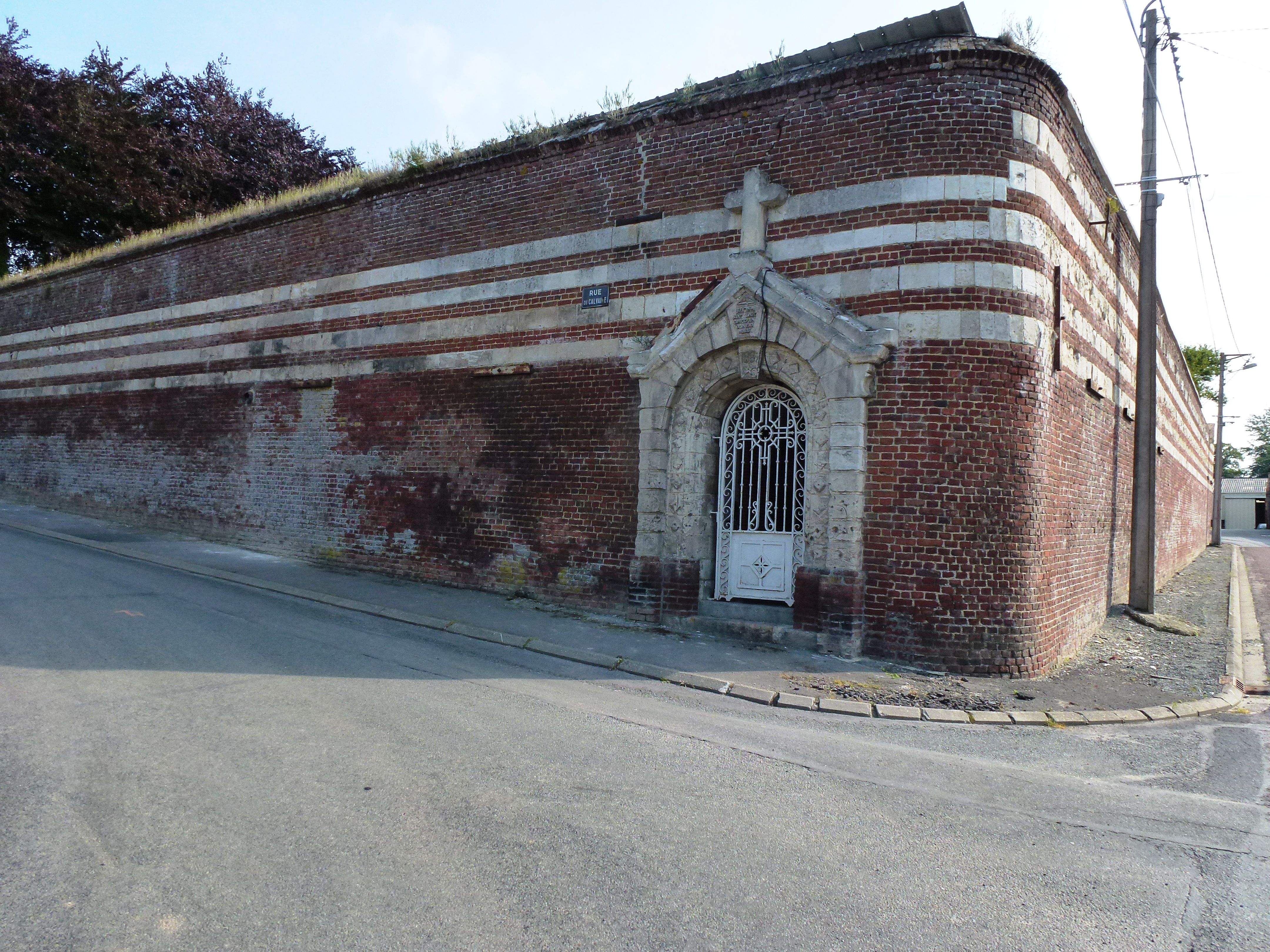
La chapelle N.-D.-d'Immaculée-Conception.
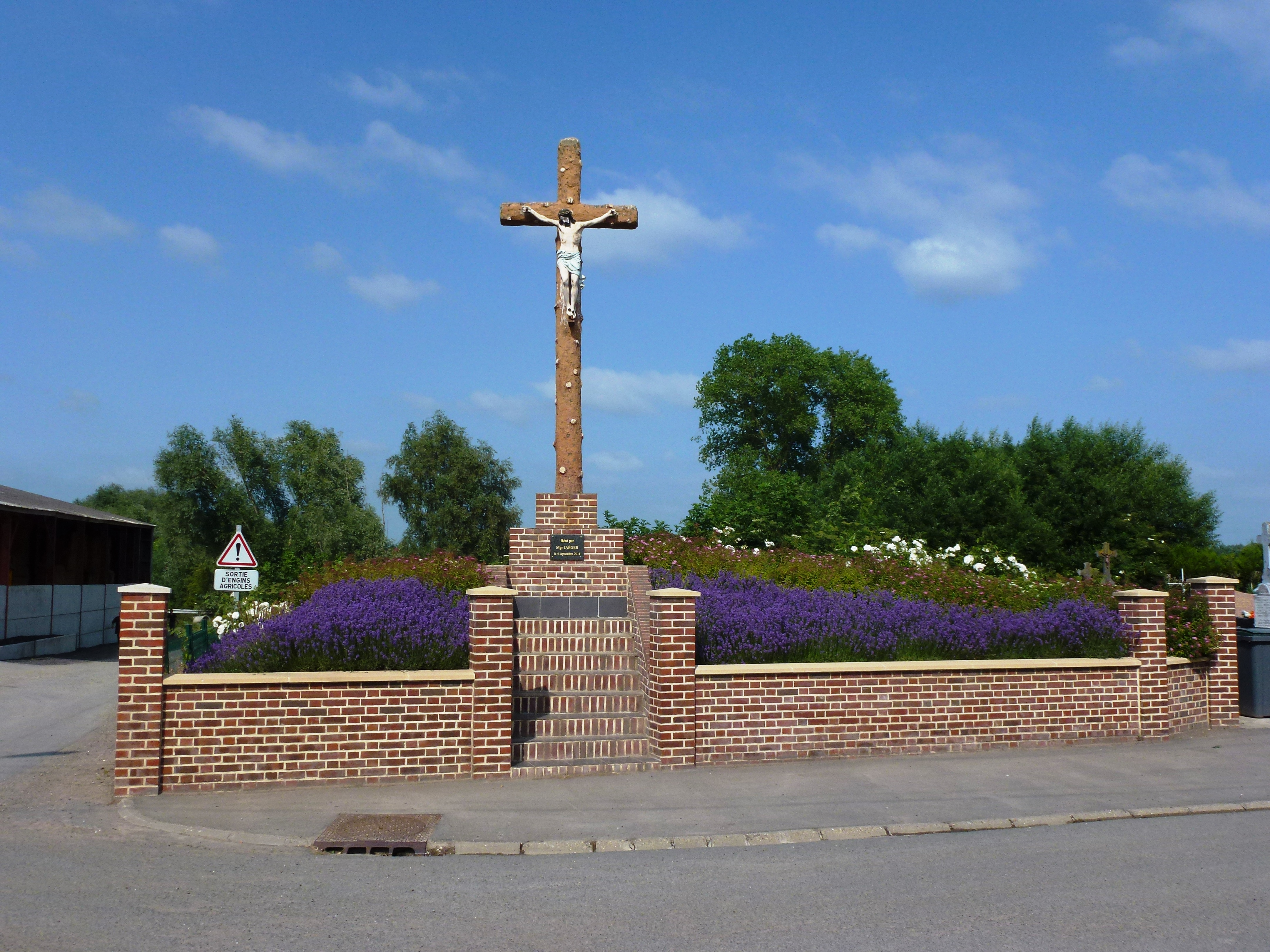
Le calvaire de Saint-Hilaire.

### Héraldique
| Blason de Saint-Hilaire-Cottes | Blason  | Parti : au 1er vairé d'argent et de gueules, au 2e d'argent à deux fasces bretessées de gueules. |
| Blason de Saint-Hilaire-Cottes | Détails | Le statut officiel du blason reste à déterminer.                                                 |

## Pour approfondir

#### Bases de données, dictionnaires et encyclopédies
- Ressources relatives à la géographie :   - Insee (communes)
  - Ldh/EHESS/Cassini
- Ressource relative à plusieurs domaines :   - Annuaire du service public français
- Notices d'autorité :   - BnF (données)